# 聯盟 (期刊)
《聯盟：女性與社會工作期刊》（英語：Affilia: Journal of Women and Social Work）是一份1986年起出版的英語社會工作學術期刊，由SAGE Publications出版，現任主編群包括霍華德大學社工教授法莉歐·羅斯-雪爾夫（Fariyal Ross-Sheriff）和德克薩斯州大學奧斯汀分校社工教授諾埃·布斯-亞曼達第（Noël Busch-Armendariz）。該期刊收錄與社為工作相關的研究論文。
根據《期刊引證報告》數據顯示，《聯盟：女性與社會工作期刊》在2010年時的影響因子是0.582，在36份社會工作期刊中排名第24，以及在39份女性研究期刊中排名第25。

## 外部連結
- 《聯盟：女性與社會工作期刊》在出版社官網上的介紹 （页面存档备份，存于） （英文）